# Myles Kennedy
Myles Richard Kennedy, születési nevén Myles Richard Bass (Boston,  1969. november 27. – ) amerikai énekes, szövegíró és gitáros, az Alter Bridge nevű amerikai rockformáció énekese és ritmusgitárosa.
Kennedy 4 oktávnál is szélesebb hangterjedelemmel büszkélkedhet, a leghosszabban kitartott hang 22 másodpercig hallható a The Mayfield Four Summergirl című dalában. Az Alter Bridge Blackbird című opuszában pedig 31 másodpercig szól egy levegővel kitartott hangja.

## Karrierje

### Kezdetek
Spokane-ben (Washington) nevelkedett, pályafutását 1990-ben kezdte, első zenekara a Cosmic Dust volt. A második zenekar, amiben játszott, a Citizen Swing két stúdióalbumot adott ki 1995-ös feloszlása előtt.

### The Mayfield Four
Kennedy 1996-ban alapította a Mayfield Fourt, és kisebb sikereket ért el az 1998-ban kiadott Fallout, valamint 2001-ben a Second Skin című lemezzel.

### Alter Bridge
2002-ben csatlakozott az Alter Bridge zenekarhoz, melyet a méltán világhírű Mark Tremonti a Creed feloszlása után alapított. Az Alter Bridge-dzsel már az alternatív rock egyik kiemelkedő zenekarává sikerült válniuk, hiszen több daluk (Open Your Eyes, Find the Real, Broken Wings, Rise Today, Isolation és a Ghost of Days Gone By) is ostromolta a nemzetközi listákat.

### Slash featuring Myles Kennedy and The Conspirators

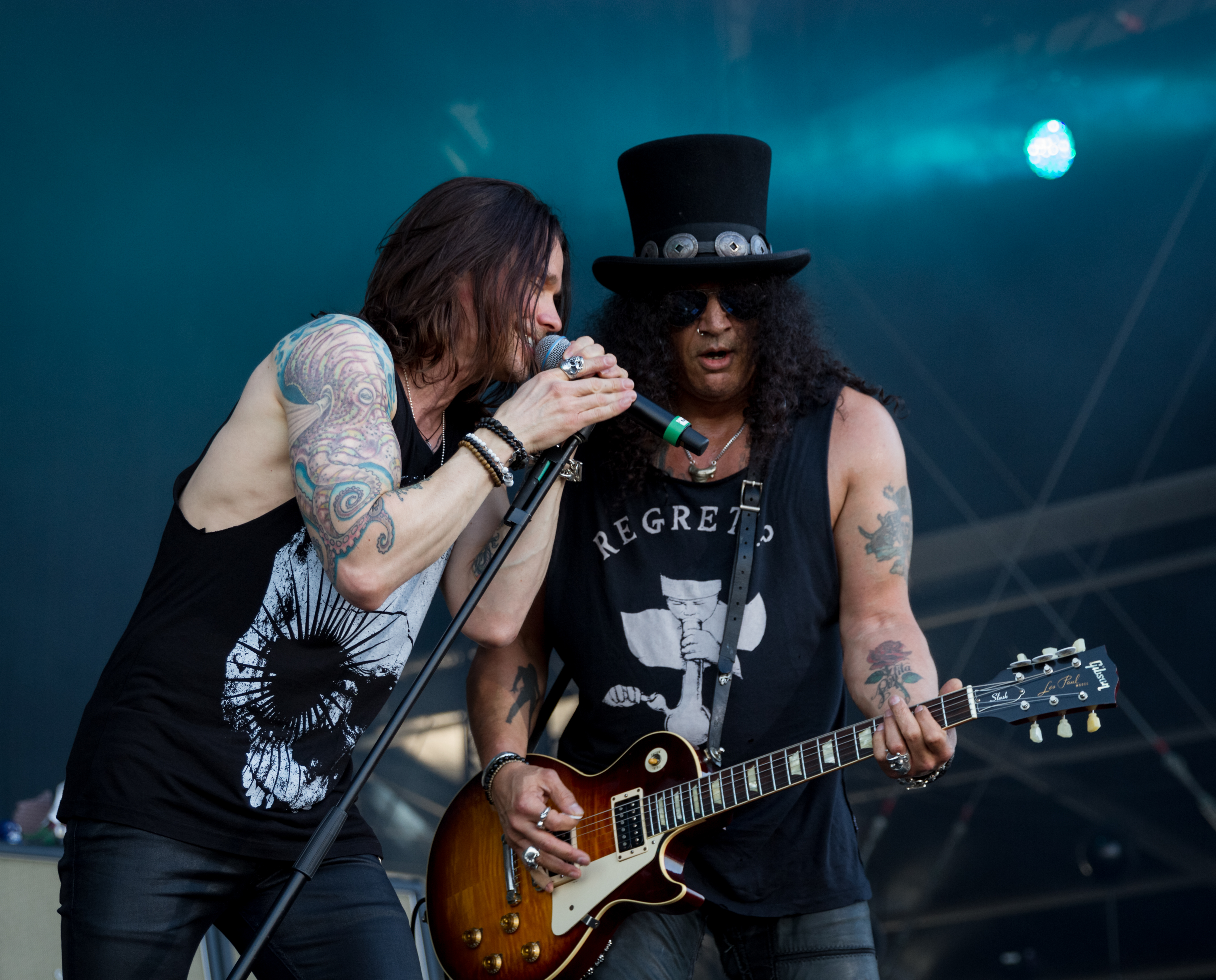
Slash-el a 2015-ös Rock am Ringen

2010-ben Slash felkérésére két dalban is (Back from Cali, Starlight) énekelt az ex-Guns N’ Roses gitáros debütáló albumán.
A közös projekt annyira sikeres volt, hogy Slash következő két albumát már közösen készítették el Kennedyvel és a The Conspirators tagjaival.

## Diszkográfia
Cosmic Dust
- Journey (1991)

Citizen Swing
- Cure Me with the Groove (1993)
- Deep Down (1995)

The Mayfield Four
- Fallout (1998)
- Second Skin (2001)

Alter Bridge
- One Day Remains (2004)
- Blackbird (2007)
- AB III (2010)
- Fortress (2013)
- The Last Hero (2016)
- Walk the Sky (2019)

Szólóalbumok
- Year of the Tiger (2018)
- The Ides of March (2021)

Slash
- Apocalyptic Love (2012)
- World on Fire (2014)
- Living the Dream (2018)
- 4 (2022)

## További információ
- Hivatalos oldal
- Myles Kennedy a Facebookon
- Myles Kennedy az Internetes Szinkronadatbázisban (magyarul)
- Myles Kennedy az Internet Movie Database-ben (angolul)
- Myles Kennedy a Rotten Tomatoeson (angolul)
- Myles Kennedy a Last.fm oldalán (angolul)
- Myles Kennedy életrajza az imdb-n (angolul)
- Alter Bridge (angolul)
- az Alter Bridge a zajlik.hu oldalain Archiválva 2016. március 4-i dátummal a Wayback Machine-ben (magyarul)